# Adolf Wilhelm Henning

Adolf Wilhelm Henning (1906)

Adolf Wilhelm Henning (* 17. Oktober 1837 in Berlin; † 1918) war Rittergutsbesitzer und Mitglied des Deutschen Reichstags.

## Leben
Henning besuchte das Königlich Französische Gymnasium (Collège royal française) in Berlin und machte dort das Maturitäts-Examen. Von 1864 bis 1894 war er Rittergutsbesitzer zu Bathow im Kreis Calau. Seit dem Verkauf seines Gutes 1894 war er in Berlin wohnhaft. Früher war er auch Mitglied des Calauer Kreistags und der Luckauer Kreissynode. Weiterhin war er Vorstandsmitglied verschiedener Anstalten und Vereine der Inneren Mission sowie der landwirtschaftlichen Provinzial-Genossenschaftskasse der Provinz Brandenburg.
Von 1899 bis 1918 war er Mitglied des Preußischen Abgeordnetenhauses, und von 1898 bis 1912 war er Mitglied des Deutschen Reichstags für den Wahlkreis Regierungsbezirk Frankfurt 10 (Calau – Luckau) und die Deutschkonservative Partei.